# حيوانات جزيرة الكنز
حيوانات جزيرة الكنز (باليابانية: どうぶつ宝島، بالروماجي: دوبوتسو تاكاراجيما) هو فيلم أنيمي مأخوذ عن رواية جزيرة الكنز للكاتب روبرت لويس ستيفنسون.
أنتج الفيلم من طرف شركة توي أنيميشين وأصدر في الذكرى العشرين لتأسيس الاستديو.

## أصوات
- مينوري ماتسوشيما في دور جيم
- أساو كويكي في دور سيلفر
- إيكو ماسوياما في دور غران
- أماتشي فوساكو في دور كاثي
- كوسي توميتا في دور أوتو
- دزودزي يانامي في دور بارون
- كينتو تامورا في دور سبايدر
- ناوزومي ياماموتو في دور ماتسوري
- هيتوشي تاكاغي في دور أوسان
- تاكوزو كامياما في دور كانكان
- ساتشيكو تشيدزيماتسو في دور باب
- هيديكاتسو شيباتا في دور البحار كات أي
- يونيهيكو كيتاغاوا في دور البحار كات بي
- إيسامو تانوناكا في دور البحار كات سي ورئيس القراصنة

## روابط خارجية
- حيوانات جزيرة الكنز على موقع IMDb (الإنجليزية)
- حيوانات جزيرة الكنز على موقع نتفليكس (الإنجليزية)
- حيوانات جزيرة الكنز على موقع ألو سيني (الفرنسية)
- حيوانات جزيرة الكنز على موقع أول موفي (الإنجليزية)
- حيوانات جزيرة الكنز على موقع فيلمافينيتي (الإسبانية)
- حيوانات جزيرة الكنز على موقع قاعدة بيانات الأفلام السويدية (السويدية)
- حيوانات جزيرة الكنز على موقع قاعدة بيانات الفيلم (الإنجليزية)
- حيوانات جزيرة الكنز على موقع ليتربوكسد (الإنجليزية)
- حيوانات جزيرة الكنز على موقع كينوبويسك (الروسية)
- حيوانات جزيرة الكنز على موقع ANN anime (الإنجليزية)